# پارک ملی هیمچری
پارک ملی هیمچری (به لاتین: Himchari National Park) یک پارک ملی در بنگلادش است که در Cox's Bazar District, Chittagong Division, Bangladesh واقع شده‌است.